# Gymnosporia obovata
Gymnosporia obovata är en benvedsväxtart som beskrevs av William Grant Craib. Gymnosporia obovata ingår i släktet Gymnosporia och familjen Celastraceae. Inga underarter finns listade.